# Marion Thees
Marion Thees (nom de naissance : Trott), née le 5 juillet 1984 à Eisenach, est une skeletoneuse allemande.
Au cours de sa carrière, elle a notamment remporté la Coupe du monde 2009, les titres de championne du monde en individuel et par équipes avec l'Allemagne lors des mondiaux 2009 à Lake Placid et devenu vice-championne d'Europe derrière la Britannique Shelley Rudman.

## Palmarès
| Compétitions / Année    | Compétitions / Année    | 2008 | 2009 | 2010 | 2011 | 2012 | 2013 | 2014 |
| ----------------------- | ----------------------- | ---- | ---- | ---- | ---- | ---- | ---- | ---- |
| Jeux olympiques d'hiver | Jeux olympiques d'hiver | -    | -    | 8e   | -    | -    | -    |      |
| Championnats du monde   | Ind.                    | 7e   | 1er  | -    | 1er  | 6e   | 8e   | -    |
| Championnats du monde   | Mixte                   | -    | 1er  | -    | 1er  | 2e   | 2e   | -    |
| Coupe du monde          | Coupe du monde          | 9e   | 1er  | 4e   | 4e   | 2e   | 1e   | 6e   |
| Championnats d'Europe   | Championnats d'Europe   | 8e   | 2e   | -    |      |      |      | -    |

### Coupe du monde
- 2 globes de cristal en individuel : en 2009  et 2013.
- 18 podiums individuels : 6 victoires, 7 deuxièmes places et 5 troisièmes places.

### Détails des victoires en Coupe du monde
| Édition   | Piste                |
| 2008-2009 | Whistler Park City   |
| 2010-2011 | Whistler Lake Placid |
| 2012-2013 | Altenberg Whistler   |